# Agdlek-klassen
Agdlek-klassen er Søværnets arktiske inspektionskuttere.
Fartøjerne er konstrueret til sejlads ud for den grønlandske kyst og deres opgavekompleks består blandt andet af farvandsovervågning, suverænitetshævdelse, fiskeriinspektion, søredning, assistance til andre skibe, miljøovervågning, forureningsbekæmpelse, bugsering, bjærgning, dykkerassistance, isbrydning og søopmåling.
De to første skibe i klassen er blevet erstattet er henholdsvis P570 Knud Rasmussen og P571 Ejnar Mikkelsen og efterfølgende solgt på auktion. Det sidste skib i klassen, Y388 Tulugaq, fortsatte i tjeneste frem til 2017, hvor det strøg kommando 1. december 2017 hvor det blev erstattet af P572 Lauge Koch. Tulugaq forventes ligeledes solgt på internetauktion, men bliver solgt uden masten, der bevares til museumsformål.
| Pnt. | Navn    | Betydning                                | Kølen lagt | Søsat              | Indgået        | Navngivet af                  | Skæbne                                                 | Kaldesignal |
| ---- | ------- | ---------------------------------------- | ---------- | ------------------ | -------------- | ----------------------------- | ------------------------------------------------------ | ----------- |
| Y386 | Agdlek  | (grønlandsk): Agdlek [Aschlærk] (Havlit) | -          | 30. september 1973 | 12. marts 1974 | Søsat uden navngivning.       | Udgik 23. april 2008 og efterfølgende solgt på auktion | OUGV        |
| Y387 | Agpa    | (grønlandsk): Agpa [Appá] (Lomvie)       | -          | 15. marts 1974     | 14. maj 1974   | Søsat uden navngivning.       | Udgik 25. marts 2009 og efterfølgende solgt på auktion | OUGY        |
| Y388 | Tulugaq | (grønlandsk): Tulugaq [Duluak] (Ravn)    | -          | 20. oktober 1978   | 26. juni 1979  | Grønlandsminister J.P.Hansen. | Udgik 1. december 2017                                 | OUGU        |